# Louis Couperus
 (avril 2017).
Si vous disposez d'ouvrages ou d'articles de référence ou si vous connaissez des sites web de qualité traitant du thème abordé ici, merci de compléter l'article en donnant les références utiles à sa vérifiabilité et en les liant à la section « Notes et références ».
Œuvres principales
- Eline Vere (1888)
- La Force des ténèbres (De stille kracht) (1900)
- Vieilles gens et choses qui passent (Van oude menschen, de dingen, die voorbij gaan...) (1906)

Louis Marie-Anne Couperus, né le 10 juin 1863 à La Haye et mort le 16 juillet 1923 à De Steeg, dans la province de Gueldre, est un poète et écrivain néerlandais. Il est considéré comme une des figures éminentes de la littérature néerlandaise.

## Biographie
Né aux Pays-Bas dans une riche famille patricienne, Couperus passe une partie de sa jeunesse aux Indes orientales néerlandaises et va à l'école à Batavia (aujourd'hui Jakarta en Indonésie). Il était le petit-fils d'un gouverneur-général faisant fonction de la colonie néerlandaise, et de nombreux membres de sa famille ont travaillé pour le gouvernement colonial.

## Carrière littéraire
Rentré à La Haye aux Pays-Bas en 1878, Couperus publie de premières œuvres de poésie et de prose qui connaissent peu de succès. Il se fait finalement connaître par la publication en 1888 de son roman Eline Vere, œuvre naturaliste marquée par l'influence d'écrivains français comme Zola et Flaubert. Son roman Noodlot [Destin], paru en 1891, reçoit l'admiration d'Oscar Wilde. On a d'ailleurs remarqué des similitudes de style avec Le Portrait de Dorian Gray, un livre d'ailleurs traduit par son épouse, Elisabeth Couperus-Baud en néerlandais et publié en 1893.
Une autre de ses œuvres, La Force des ténèbres (De Stille Kracht, 1900), se déroule à Java et décrit la lente déchéance d'un resident (gouverneur) néerlandais dont la maison est frappée de phénomènes mystérieux à la suite d'une malédiction proférée à son encontre par une aristocrate de Madura dont il a destitué le fils regent (préfet). C'est aussi dans Vieilles gens et choses qui passent (Van oude menschen, de dingen, die voorbij gaan..., 1906) que les Indes néerlandaises jouent un rôle important.
Son œuvre appartient principalement au mouvement littéraire du naturalisme.

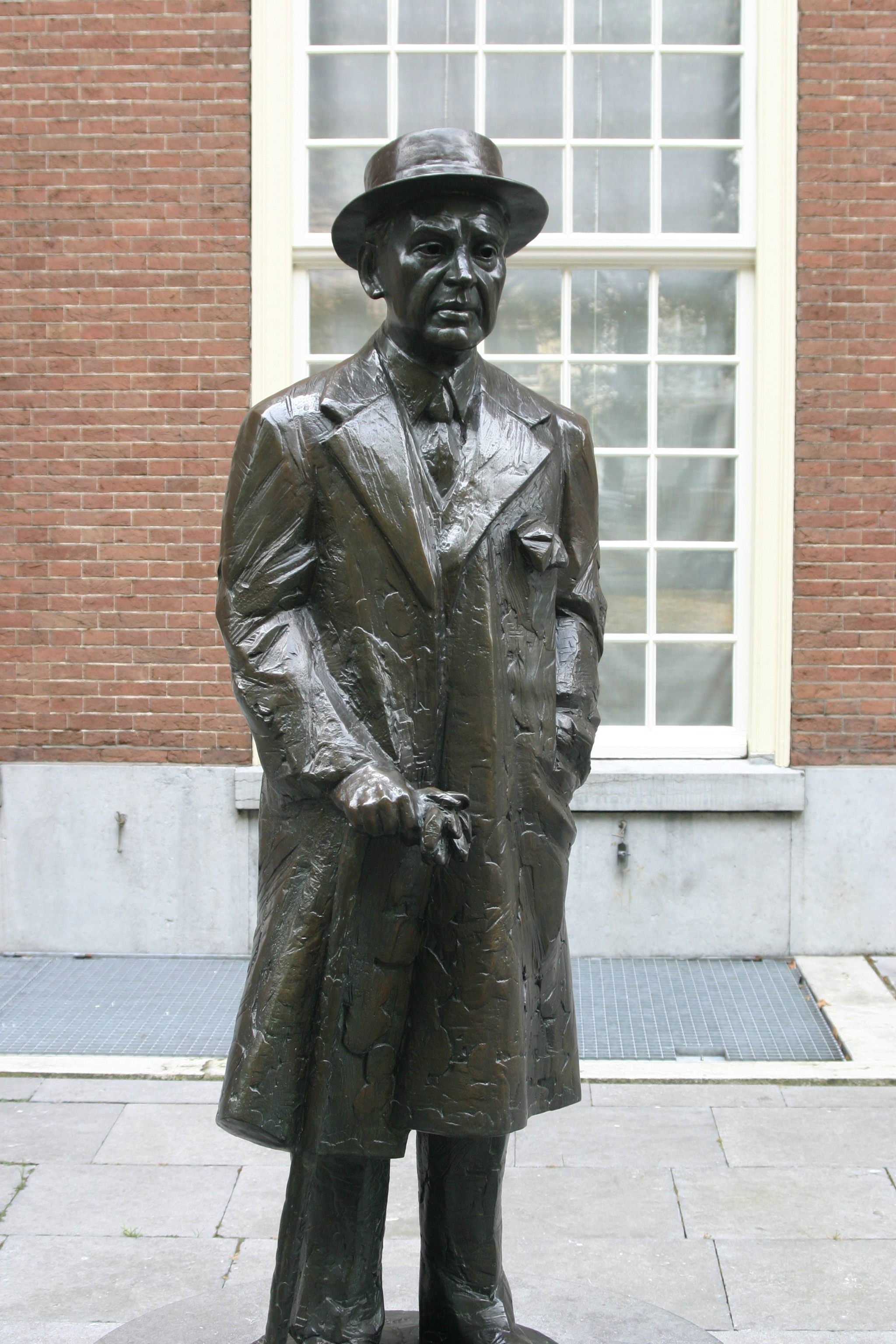
Statue de Louis Couperus (Kees Verkade 1998), Lange Voorhout, La Haye.

## Œuvre
- 1884 : Een lent van vaerzen
- 1886 : Orchideeën
- 1889 : Eline Vere
- 1890 : Noodlot
- 1892 : Extaze. Een boek van geluk, publié en français sous le titre "L'extase", traduit par Christian Marcipont, Wierde, Editions Martagon, 2023, 139 p.,  (ISBN 9782930760124)
- 1892 : Eene illuzie
- 1893 : Majesteit Publié en français sous le titre Majesté, Paris, Plon, Nourrit et Cie, 1898
- 1894 : Reis-impressies
- 1895 : Wereldvrede Publié en français sous le titre Paix universelle, Paris, Plon, Nourrit et Cie, 1899
- 1895 : Williswinde
- 1896 : Hooge troeven
- 1896 : De verzoeking van den H. Antonius
- 1897 : Metamorfoze
- 1898 : Psyche Publié en français sous le titre Le Cheval ailé, traduit par J. Barbier, Paris, Monde nouveau, 1923 ; nouvelle traduction signée David Goldberg sous le titre Psyché, suivi de Fidessa : contes et légendes littéraires, Presses universitaires du Septentrion, coll. « Lettres et civilisations des Flandres et des Pays-Bas », 2002, 171 p.,  (ISBN 2-85939-767-1)
- 1899 : Fidessa (pour la traduction française, voir l'entrée ci-dessus)
- 1900 : Langs lijnen van geleidelijkheid
- 1900 : De stille kracht Publié en français sous le titre La Force des ténèbres, traduit par Selinde Margueron, Paris, éditions du Sorbier, 1986, 304 p.,  (ISBN 2-7320-3086-4) (BNF 34867712)
- 1901 : Babel
- 1901 : De boeken der kleine zielen. De kleine zielen
- 1902 : De boeken der kleine zielen. Het late leven
- 1902 : De boeken der kleine zielen. Zielenschemering
- 1903 : De boeken der kleine zielen. Het heilige weten
- 1902 : Over lichtende drempels
- 1903 : God en goden
- 1904 : Dionyzos
- 1905 : De berg van licht
- 1906 : Van oude menschen, de dingen, die voorbij gaan... Publié en français sous le titre Vieilles gens et choses qui passent, traduit par S. Roosenburg, Paris, Éditions Universitaires, coll. « Pays-Bas/Flandres », 1973, 326 p.
- 1908 : Aan den weg der vreugde
- 1910 : Van en over mijzelf en anderen. Eerste bundel
- 1914 : Van en over mijzelf en anderen. Tweede bundel
- 1916 : Van en over mijzelf en anderen. Derde bundel
- 1917 : Van en over mijzelf en anderen. Vierde bundel
- 1911 : Antieke verhalen, van goden en keizers, van dichters en hetaeren
- 1911 : Korte arabesken
- 1911 : Antiek toerisme. Roman uit Oud-Égypte, publié en français sous le titre Voyage au centre de l'Antiquité (traduit par Christian Marcipont, éditions Martagon, Wierde, 2019)
- 1911 : De zwaluwen neêr gestreken...
- 1912 : Schimmen van schoonheid
- 1912 : Uit blanke steden onder blauwe lucht. Eerste bundel
- 1913 : Uit blanke steden onder blauwe lucht. Tweede bundel
- 1913 : Herakles
- 1915 : Van en over alles en iedereen
- 1915 : De ongelukkige
- 1917 : De komedianten
- 1917 : Jan en Florence
- 1917 : Wreede portretten
- 1918 : Der dingen ziel
- 1918 : Brieven van den nutteloozen toeschouwer
- 1918 : Legende, mythe en fantazie
- 1918 : De verliefde ezel
- 1919 : De ode
- 1919 : Xerxes of de hoogmoed
- 1920 : Iskander. De roman van Alexander den Groote
- 1920 : Lucrezia
- 1921 : Met Louis Couperus in Afrika
- 1922 : Het zwevende schaakbord
- 1923 : Oostwaarts
- 1923 : Proza. Eerste bundel
- 1924 : Proza. Tweede bundel
- 1925 : Proza. Derde bundel
- 1924 : Het snoer der ontferming
- 1925 : Nippon

## Postérité
Un musée le Louis Couperus museum, situé à La Haye, lui était consacré. Faute d'investisseur, après 30 années de service, cet établissement fermera définitivement ses portes le 15 mai 2024.
La collection sera dans un premier temps transférée au Literatuurmuseum puis dispersée en partie par des ventes aux enchères.